# Hans Jürgen Friederici
Hans Jürgen Friederici (geboren 15. Dezember 1922 in Waldenburg, Schlesien; gestorben 7. Juni 2004 in Leipzig) war ein deutscher marxistischer Historiker.

## Leben
Hans Jürgen Friederici war der Sohn eines Handelsvertreters. Er besuchte von 1929 bis 1933 die Volksschule Waldenburg-Sandberg und von 1933 bis 1941 das Gymnasium Waldenburg. Dort erhielt er das Reifezeugnis. Im Zweiten Weltkrieg war er von 1941 bis Kriegsende Soldat. Friederici war von 1946 bis 1947 Mitarbeiter der FDJ-Landesleitung Mecklenburg-Vorpommern und Referent im Volksbildungsministerium des Landes Mecklenburg-Vorpommern in Schwerin. Er studierte ab Wintersemester 1947/48 bis zum Wintersemester 1950/51 Sozialwissenschaften (Geschichte und Philosophie) an der Universität Rostock. Anschließend war er Assistent bzw. Oberassistent am Gesellschaftswissenschaftlichen Institut der Universität Greifswald (1951 bis 1953). Von 1954 bis 1970 war er Leiter der Abteilung „Geschichte der deutschen Arbeiterbewegung“ am Franz-Mehring-Institut in Leipzig und dessen stellvertretender Direktor (1958–1961). Schließlich war er Leiter des Wissenschaftsbereiches „Geschichte der deutschen Arbeiterbewegung“ am  Franz-Mehring-Institut von 1971 bis 1987.
Im März 1958 promovierte er mit der Arbeit „Der Politiker Ferdinand Lassalle. Seine Entwicklung vom revolutionären Demokraten zum kleinbürgerlichen Staatssozialisten“. Er habilitierte im Juli 1965 zum Thema Zur Entwicklung der neuen Strategie und Taktik der KPD und ihre führende Rolle im antifaschistischen Widerstandskampf. Dargestellt am Kampf der oberschlesischen Parteiorganisation und deutscher und polnischer Werktätiger gegen den Faschismus in den Jahren 1933–1938/39. Hans Jürgen Friederici verfasste zahlreiche Schriften über Lassalle und Franz Mehring. 1989 setzte er sich für die nachträgliche Verleihung der Promotion von Helmut Hirsch ein. Er starb in Leipzig am 7. Juni 2004.

## Ehrungen
- 1982 Verdienter Hochschullehrer der Deutschen Demokratischen Republik.

## Werke
- Der Politiker Ferdinand Lassalle. Seine Entwicklung vom revolutionären Demokraten zum kleinbürgerlichen Staatssozialisten. 1958.[8]
- Zur Einschätzung Lassalles und des Lassalleanismus in der bürgerlichen und rechtssozialdemokratischen Geschichtsschreibung. In: Beiträge zur Geschichte der Arbeiterbewegung. Dietz Verlag, Berlin 1960, S. 294–313. ISSN 0005-8068
- Erforschung und tätiges Erleben der Geschichte. Zum 50. Geburtstag von Prorektor Prof. Dr. Lothar Mosler. In: Universitätszeitung. Band 7. Leipzig 1963.
- Franz Mehring. Aufsätze zur Geschichte der Arbeiterbewegung. (= Franz Mehring. Gesammelte Schriften. Band 4). Dietz Verlag, Berlin 1963.[9]
- Zum 100. Jahrestag der Gründung des Allgemeinen deutschen Arbeitvereins. In: Beiträge zur Geschichte der Arbeiterbewegung . Dietz Verlag, Berlin 1963, S. 437 ff. ISSN 0005-8068
- Zur Entwicklung der neuen Strategie und Taktik der KPD und ihre führende Rolle im antifaschistischen Widerstandskampf. Dargestellt am Kampf der oberschlesischen Parteiorganisation und deutscher und polnischer Werktätiger gegen den Faschismus in den Jahren 1933–1938/39. Leipzig 1965.[10]
- Lassalle Ferdinand. In: Biographisches Lexikon zur deutschen Geschichte. Von den Anfängen bis 1917. Deutscher Verlag der Wissenschaften, Berlin 1967, S. 275–276.
- Mehring Franz. In: Biographisches Lexikon zur deutschen Geschichte. Von den Anfängen bis 1917. Deutscher Verlag der Wissenschaften, Berlin 1967, S. 322–323.
- Geschichtswissenschaft und Geschichtsbewußtsein. In: Zeitschrift für Geschichtswissenschaft. 16. Jg., Deutscher Verlag der Wissenschaften, Berlin 1968, S. 198–201. ISSN 0044-2828
- Lassalle, Ferdinand. In: Geschichte der deutschen Arbeiterbewegung. Biographisches Lexikon. Dietz Verlag, Berlin 1970, S. 266–268.
- Mehring, Franz Erdmann. In: Geschichte der deutschen Arbeiterbewegung. Biographisches Lexikon. Dietz Verlag, Berlin 1970, S. 320–323.
- Schweitzer, Johann Baptist von. In: Geschichte der deutschen Arbeiterbewegung. Biographisches Lexikon. Dietz Verlag, Berlin 1970, S. 423–425.
- Sorge, Friedrich Adolph. In: Geschichte der deutschen Arbeiterbewegung. Biographisches Lexikon. Dietz Verlag, Berlin 1970, S. 436–438.
- Mitkämpfer von Bebel und Liebknecht. Julius Vahlteich. In: Beiträge zur Geschichte der Arbeiterbewegung. Dietz Verlag, Berlin 1980, 22. Jg. Heft 6, S. 906–913. ISSN 0005-8068
- Einer von der alten Garde. Friedrich Leßner. In: Beiträge zur Geschichte der Arbeiterbewegung . Dietz Verlag, Berlin 1981, Jg. 23, Heft 6, S. 912–920. ISSN 0005-8068
- Geschichte der Geschichtswissenschaft. Franz Mehring als Historiker. (= Lehrmaterial zur Ausbildung von Diplomlehrern Geschichte). Hrsg. Ministerium für Volksbildung, Hauptabt. Lehrerbildung. Pädagogische Hochschule „Karl Liebknecht“, Potsdam 1982.
- Autorenkollektiv unter Leitung von Heinz Niemann. Autoren:Helmut Arndt, Dieter Engelmann, Hans Jürgen Friederici u. a.: Geschichte der deutschen Sozialdemokratie, 1917–1945. Dietz Verlag, Berlin 1982.
- Ferdinand Lassalle. Eine politische Biographie. (= Schriftenreihe Geschichte). Dietz Verlag, Berlin 1985.
- Geschichtsbewußtsein, Erbe und Tradition. In: Archivmitteilungen. 36. Jg. 1986, S. 3–5. ISSN 0004-038X
- Franz Mehring: Aufsätze zur preußischen und deutschen Geschichte. (= Reclams Universal-Bibliothek. Band 1129). Hrsg. von Hans Jürgen Friederici. Philipp Reclam jun., Leipzig 1986.
- Universität und Gesellschaft. Akademischer Festakt am 5. Februar 1986 im „Capitol“ anläßlich des 40. Jahrestages der demokratischen Neueröffnung der Leipziger Universität. Nachdruck der Eröffnungsrede von Erich Zeigner vom 5. Februar 1946. (= Leipziger Universitätsreden. N. F. Heft 67). Karl-Marx-Universität Leipzig, Leipzig 1986.
- als Hrsg.: Ferdinand Lassalle. Reden und Schriften. (= Reclams Universal-Bibliothek. Band 1192). Philipp Reclam jun., Leipzig 1987, ISBN 3-379-00103-1.
- 40 Jahre Franz-Mehring-Institut. In: Beiträge zum marxistisch-leninistischen Grundlagenstudium für Hoch- und Fachschullehrer. Leipzig 1988, Band 27, Heft 3, S. 3–5.
- Ferdinand Lassalle. Ausgewählte Reden und Schriften (1849–1864). Dietz Verlag, Berlin 1991, ISBN 3-320-01605-9 (Soziales Denken des 19. und 20. Jahrhunderts)
- „Der kühnen Bahn nun folgen wir …“  In: Mitteilungen. Beiträge zum 130. Jahrestag der Gründung des ADAV. Heft. 14. Rosa-Luxemburg-Verein, Leipzig 1993, S. 5–14.
- Bruno Schoenlank – der erste Chefredakteur. In: Leipzigs Neue. Linke Zeitung für Politik und Kultur. Leipzig 1994, 19, S. 9 ff.
- Ferdinand Lassalle – Sozialistischer Denker und Kämpfer. Helle Panke, Berlin 1996.